# John Utaka
John Chukwudi Utaka (8 de Janeiro de 1982) é um futebolista nigeriano. Joga na posição de atacante, e atualmente está sem clube.

## Carreira
Utaka representou o elenco da Seleção Nigeriana de Futebol no Campeonato Africano das Nações de 2008.

## Títulos
Montpellier
- Ligue 1: 2011-12